# باكسلي
باكسلي (بالإنجليزية: Baxley, Georgia)‏ هي مدينة تقع في مقاطعة أبلينغ، جورجيا بولاية جورجيا في الولايات المتحدة. تبلغ مساحة هذه المدينة 21.7 (كم²)، وترتفع عن سطح البحر 62 م، بلغ عدد سكانها 4400 نسمة في عام 2010 حسب إحصاء مكتب تعداد الولايات المتحدة.

## أعلام
- بايرون بوكستون
- روبرت باتلر
- ديكستر كارتر
- فرانكي كينغ

## وصلات خارجية
- www.baxley.org
- Cities & Counties - Georgia.gov